# スクーン
『スクーン』（SQOON）は、ホームデータが企画・開発し1986年6月26日にアイレムから発売されたファミリーコンピュータ用横スクロールシューティングゲーム。

## 概要
横強制スクロール型シューティングゲームで全8面。オトト星人が様々なプラントを作り世界中の海面を上昇させ多くの都市が海底に沈んだ。これを解決せよとの命令をUSAのペンタゴンが発し、ならずもののナリキーンが乗り込む潜水艦スクーンが出撃する。海底施設に閉じ込められている人間を救助しながら進む。
8面をクリアすると1面にループするが、点数は加算され続ける。1周目と2周目で目立つ違いは各ステージの最初に登場するハマコ（ウミウシのような形状をしている架空の生物）がオバケになることのみで、難易度は変わらない。なお3周目はハマコ、4周目はオバケとなる。
カートリッジ本体には赤いLEDがついており、ファミコンに接続し電源を入れると点灯する。ゲーム中にポーズをかけると、専用のBGMが流れる。
画面を覆うかのように大量出現する敵、被弾以外に人命救助に失敗するとミス扱いになる仕様などから難易度は高い。
「スクーン」というタイトルは「救う」のもじりで、パッケージのストーリーではタイトルの如く「キミが地球を救うん（スクーン）だ!」と記載されていた。

## ゲーム内容

### システム
十字キーで八方向に自機「スクーン」を動かし、Aボタンでミサイル（水平方向への攻撃）、Bボタンでアイスボール（前方斜め下方向へ投下）を撃つ。Bボタンは、水面へ上昇している時に限り救出した人間を可動島へ引き渡す機能に変化し、アイスボールは撃てなくなる。
自機のスクーンは最大で9人までの人間を救助することができる。9人を超える同時救助はできないが、救助した人間を可動島（ひょうたん島）に引き渡すことで救助可能枠を確保することができる。
燃料（最大60）切れになると海底に沈み、ミスとなる。燃料の補充は、救出した人間を可動島に引き渡すことで可動島から投下されるアイテム（2つの種類があり、引き渡した時の条件により変化する。詳細は後述）を回収することによって行う。各ステージ冒頭のBGMが違う場所とプラントを破壊して画面表示が変わった時だけは燃料が減らないので、その時は燃料補給は不要となる。
サメ以外の敵に衝突するとミスとなり海底に沈む。サメは人間の救助の妨害を行うものの、スクーンに対しては無害。
残機がある状態でミスをすると、再開時には救助済みの人間は全て消滅し、ゼロからやり直しとなる。加えてパワーアップをしている場合は、1段階だけパワーダウンする。

### 武器
ミサイル
水平方向への攻撃で、Aボタンで発射される。Pアイテムを取得することで最高2段階にパワーアップする。
- ホリゾンミサイル - 初期段階の装備。画面内に3発まで発射することができる。
- バウワウミサイル - パワーアップ1段階目の装備。貫通弾。ホリゾンミサイルと同様に画面内に3発まで連射可能。
- アデノイドミサイル - パワーアップ2段階目の最強装備。連射は不可だが3方向へ同時に弾を飛ばすタイプ。

アイスボール
アイスボールは、Bボタンで自機の前方斜め下方向へ投下される。画面内に最大1発までしか発射できないが、アイスボールでしか破壊できない敵や施設が存在する。人間が捉えられている施設の破壊は、アイスボールでしか行えない。

### アイテム
人間
特定の施設をアイスボールで破壊することで出現。海中を漂い、徐々に海面へと浮上していく。スクーンが触れることで救助することが可能だが、最大収容人数である9人を超える救助はできない。敵キャラのサメに捕食されるか、完全に海面へ到達すると消滅する。
P
救助した人間9人を可動島に引き渡した時に可動島から投下される。取得すると燃料が最大値まで回復するほか、ホリゾンミサイルが1段階パワーアップする。すでに最強の武器にまでパワーアップしている場合は燃料補給のみの効果となる。
×
救助した人間1人と金塊を可動島に引き渡すことで可動島から投下される。取得すると燃料が最大値まで回復する。
金塊
特定の敵に対しアイスボールで攻撃すると出現する。これを取得した時に1人以上救出していたり、取得した後に1人以上救出することで可動島が出現する。2つ以上を同時に持つことはできず、可動島に引き渡すことで再取得できるようになる。
首飾り
十字架のついた首飾りで、特定の敵に対しアイスボールで攻撃することで出現する。取得すると残機が増える。出現のさせ方により、2UP以上の効果になることもある。
1UP
特定の条件を満たすことで出現する。様々な形態があり、それぞれ出現条件が異なる。

### ステージ
前述の通り全8ステージ。8ステージ目をクリアすると1ステージ目に戻りループする。
| STAGE | ステージ名   |
| ----- | ------------ |
| 1     | ハワイ       |
| 2     | 中国         |
| 3     | インド       |
| 4     | エジプト     |
| 5     | ギリシャ     |
| 6     | イギリス     |
| 7     | 北極         |
| 8     | ニューヨーク |

## 音楽
サウンドトラック
- 『ファミコン 20TH アニバーサリー オリジナル・サウンド・トラックス VOL.2』
2004年3月24日、サイトロン・デジタルコンテンツより発売されたCD内の一作品として収録されている。

## 評価
| 項目 | キャラクタ | 音楽 | 操作性 | 熱中度 | お買得度 | オリジナリティ | 総合  |
| 得点 | 2.51       | 2.83 | 2.50   | 2.71   | 2.70     | 2.35           | 15.60 |

ゲーム誌『ファミリーコンピュータMagazine』の読者投票による「ゲーム通信簿」での評価は別記の通り15.60点（満30点）となっている。